# Quel giorno pioveva
Quel giorno pioveva è un libro scritto da Paola Zannoner, un romanzo per ragazzi, stampato dalla Mondadori nel 2002.

## Trema
Una piovoso mattina di maggio, un liceale che si prepara ad andare a scuola, uno spiacevole contrattempo che le fece perdere l'autobus: comincia un'altra giornata fatta di grandi cose, di gesti quotidiani che Camilla ripercorre tutti i giorni della sua vita, ma si rende subito conto che quello è un giorno speciale perché la piazza è stracolma di persone che chiacchierano,ridono tra di loro con i visi tirati e si vedono bandiere rosse ovunque. Ormai sono le nove e cinquantatré ed il portone della scuola sarà già chiuso da un pezzo, tanto vale fermarsi a leggere il volantino che un ragazzo le allunga con un sorriso. Fa appena in tempo a leggerlo, poi un fragore spaventoso, un violento spostamento d'aria, urla, polvere... Questa è Brescia il 28 maggio 1974 e Camilla è appena stata trascinata nel gorgo di una violenza cieca, quella del terrorismo che, oggi come ieri, non esita a fare vittime innocenti. Siamo a Brescia, in un giorno di pioggia del quale, forse, i ragazzi del 2000 non hanno mai sentito parlare.

## Eduzioni
- Paola Zannoner, Quel giorno pioveva, Mondadori, 2002, ISBN 88-04-50707-1.